# Tecnica di un amore
Tecnica di un amore è un film del 1973 diretto da Brunello Rondi.

## Trama
Una coppia di coniugi, lui intellettuale fallito, lei insoddisfatta, tentano di risolvere la loro crisi matrimoniale buttandosi nelle braccia di due amanti, lui con una giovane svedese, mentre lei con un aitante greco.